# Episoriculus caudatus
Episoriculus caudatus — вид ссавців родини Soricidae. Зустрічається в Китаї, Індії, Непалі та М'янмі. Це нічний і наземний вид, що зустрічається в гірських помірних хвойних і альпійських лісах і луках, а також зустрічається в прибережних місцях існування з багатою ґрунтовою підстилкою або на кам'янистому ґрунті, що підтримує трави та мохи. Часто зустрічається біля житла людини та оброблених полів.

## Морфологічні особливості
Довжина голови й тулуба від 5,8 до 7,4 сантиметрів, хвіст досягає довжини від 4,8 до 6,7 сантиметрів, а задня лапка від 1,2 до 1,6 сантиметрів. Забарвлення спини коричневе з сірим відтінком, живіт світліше. Хутро підвиду E. c. umbrinus значно темнішого коричневого. Хвіст відносно короткий порівняно з іншими видами з довжиною трохи більше половини довжини голови й тулуба.

## Спосіб життя
Репродуктивний період розпадається на два періоди; самиці мають у середньому шість дитинчат у квітні-червні та від трьох до п'яти дитинчат у серпні-жовтні.